# Wu Yen
Pour plus de détails, voir Fiche technique et Distribution.
Wu yen ((zh) 鍾無艷) est un film historique hongkongais sorti en 2001, produit et réalisé par Johnnie To et Wai Ka-fai.

## Distribution
- Anita Mui
- Sammi Cheng
- Cecilia Cheung
- Ai Wai
- Joe Cheng
- Chun Wong
- Hui Shiu Hung
- Lam Suet
- Lung Tin Sang
- Siu Leung
- Wang Tian-lin
- Raymond Wong Ho-yin
- Wong Man-wai